# Sadowy (przystanek kolejowy)
Sadowy (biał. Садовы, ros. Садовый) – przystanek kolejowy w miejscowości Kołodziszcze, w rejonie mińskim, w obwodzie mińskim, na Białorusi. Leży na linii Moskwa – Mińsk – Brześć.